# Thomas Tichborne
Thomas Tichborne, né dans le Hampshire en 1567 et mort martyr à Tyburn le 20 avril 1602, est un prêtre catholique anglais exécuté sous le règne d'Élisabeth Ire.

## Biographie
Issu d'un famille restée fidèle à l'Église catholique, il souhaite devenir au terme de ses études secondaires devenir prêtre. Pour cela, il part pour le continent et est inscrit au collège anglais de l'université de Reims en 1584. En 1587, il est à Rome où il poursuit sa formation théologique et d'être ordonné prêtre en 1592. En 159, il est de retour en Angleterre et exerce son ministère dans sa région natale. Les conditions de son exercice sont rudes. Il doit constamment se cacher. Arrêté une première fois en 1597, il est emprisonné à Londres dans la prison de Gatehouse. À l'automne 1598 son frère Nicholas Tichborne aidé de Thomas Hackshott parviennent à le faire libérer par la force. Cette opération leur coûtera la vie. Libre, il est néanmoins capturé à nouveau en avril 1602 après avoir été trahi. Son procès ne durera que trois jours. Il est condamné à mort et exécuté alors qu'il est déjà mourant souffrant de la tuberculose. Avec lui sont martyrisés Francis Page, Robert Watkinson et James Duckett.

## Francis Page
Pour les articles homonymes, voir Page.
Né dans une riche famille anglaise originaire de Harrow-on-the-Hill passée à l'anglicanisme et installée pour ses affaires à Anvers, Francis Page est renvoyé en Angleterre pour y étudier le droit. C'est en Angleterre qu'il tombe amoureux de la fille d'un juriste chez qui il est employé. Mais celle-ci refuse de l'épouser car il n'est pas catholique. Par amour, il décide de se convertir au catholicisme. S'intéressant à sa nouvelle religion, il finit par se laisser convaincre par celle-ci jusqu'à renoncer à son projet de mariage pour un autre projet, celui de devenir prêtre catholique (ce qui était alors puni de mort). Sa formation en vue de la prêtrise est d'abord assurée secrètement par un jésuite, John Gerard. Après l'arrestation et l'incarcération de ce dernier dans la prison de la Tour de Londres — ce qui le conduira aussi à être arrêté mais ensuite libéré — il décide de se rendre sur le continent, s'inscrit au collège anglais de Douai pour y terminer sa formation et être ordonné prêtre. Il est ordonné prêtre en 1600. De retour en Angleterre, il est un temps caché chez Anne Line. Quelques mois plus tard, il est reconnu et dénoncé par une femme. Il est arrêté, emprisonné, jugé et reconnu coupable de haute trahison. Il est exécuté le 20 avril 1602 en subissant le supplice réservé aux traîtres : pendaison, éviscération et écartèlement. Dans sa prison, il était en cellule avec un jésuite. Ce dernier lui permet de prononcer des vœux de jésuites, Francis Page meurt ainsi comme prêtre catholique et jésuite.

## Robert Watkinson
Pour les articles homonymes, voir Watkinson.
Nous ne savons presque rien sur la vie de Robert Watkinson. Nous ignorons s'il est un converti à la foi catholique ou s'il a grandi dans une famille restée fidèle à l'Église catholique. Désireux de se faire prêtre il part pour l'Europe où il se forme au collège anglais de Douai ainsi qu'à Rome. De retour en Angleterre immédiatement après son ordination à Arras il se cache à Londres. Malade il ne peut rendre que de simples services. Dénoncé il est arrêté mi-avril 1602. Après un procès rapide il est condamné à mort et envoyé à la potence. Il n'a alors que 25 ans.  

## Vénération
Reconnus comme martyrs catholiques, Thomas Tichborne, Francis Page et Robert Watkinson sont béatifiés le 15 décembre 1929 par le pape Pie XI. Vénérés par l'Église catholique ils sont fêtés le 20 avril et sont comptés dans la liste des Cent sept martyrs d'Angleterre et du pays de Galles.

## Voir également